# Deux de couple PR3 mixte aux Jeux paralympiques d'été de 2024
L'épreuve deux de couple PR3 mixte Jeux paralympiques d'été de 2024 se déroulent du 30 août au 1er septembre 2024 au stade nautique olympique de Vaires-sur-Marne, en France.

## Organisation

### Programme
| Date          | Heure       | Tour        |
| ------------- | ----------- | ----------- |
| 30 août       |             | Série 1     |
| 30 août       | Série 2     |             |
| 31 août       |             | Repêchage 1 |
| 31 août       | Repêchage 2 |             |
| 1er septembre |             | Finale B    |
| 1er septembre | Finale A    |             |

## Médaillées
| Or                                       | Argent                                           | Bronze                                    |
| Australie- Nikki Ayers - Jed Altschwager | Grande-Bretagne- Annabel Caddick - Samuel Murray | Allemagne- Hermine Krumbein - Jan Helmich |

## Résultats détaillés

### Séries
| Rang | Couloir | Rameur                                         | Pays       | Temps         | Notes   |
| ---- | ------- | ---------------------------------------------- | ---------- | ------------- | ------- |
| 1    |         | Nikki Ayers Jed Altschwager                    | Australie  | 7 min 11 s 30 | QA, PGB |
| 2    |         | Guylaine Marchand Laurent Cadot                | France     | 7 min 24 s 25 | R       |
| 3    |         | Dariia Kotyk Stanislav Samoliuk                | Ukraine    | 7 min 26 s 31 | R       |
| 4    |         | Saige Harper Todd Vogt                         | États-Unis | 7 min 44 s 88 | R       |
| 5    |         | Anita Narayana Konganapalle                    | Inde       | 8 min 6 s 84  | R       |
| 6    |         | Chintana Chueasaart Poramin Phongamthippayakul | Thaïlande  | 8 min 45 s 92 | R       |

| Rang | Couloir | Rameur                                                           | Pays            | Temps         | Notes |
| ---- | ------- | ---------------------------------------------------------------- | --------------- | ------------- | ----- |
| 1    |         | Jan Helmich Hermine Krumbein                                     | Allemagne       | 7 min 12 s 07 | QA    |
| 2    |         | Samuel Murray Annabel Caddick                                    | Grande-Bretagne | 7 min 13 s 06 | R     |
| 3    |         | Diana Cristina Barcelos de Oliveira Jairo Natanael Frohlich Klug | Brésil          | 7 min 40 s 91 | R     |
| 4    |         | Miguel Angel Nieto Carpio Angeles Britani Gutierrez Vieyra       | Mexique         | 8 min 19 s 70 | R     |
| 5    |         | Ali Elzieny Marwa Abelaal                                        | Égypte          | 8 min 41 s 23 | R     |

### Repêchages
| Rang | Couloir | Rameur                                                           | Pays       | Temps         | Notes |
| ---- | ------- | ---------------------------------------------------------------- | ---------- | ------------- | ----- |
| 1    |         | Diana Cristina Barcelos de Oliveira Jairo Natanael Frohlich Klug | Brésil     | 7 min 24 s 24 | QA    |
| 2    |         | Guylaine Marchand Laurent Cadot                                  | France     | 7 min 32 s 90 | QA    |
| 3    |         | Saige Harper Todd Vogt                                           | États-Unis | 7 min 50 s 99 | QB    |
| 4    |         | Ali Elzieny Marwa Abdelaal                                       | Égypte     | 8 min 40 s 09 | QB    |
| 5    |         | Chintana Chueasaart Poramin Phongamthippayakul                   | Thaïlande  | 8 min 43 s 03 | QB    |

| Rang | Couloir | Rameur                                                     | Pays            | Temps         | Notes |
| ---- | ------- | ---------------------------------------------------------- | --------------- | ------------- | ----- |
| 1    |         | Samuel Murray Annabel Caddick                              | Grande-Bretagne | 7 min 20 s 53 | QA    |
| 2    |         | Dariia Kotyk Stanislav Samoliuk                            | Ukraine         | 7 min 29 s 24 | QA    |
| 3    |         | Anita Narayana Konganapalle                                | Inde            | 7 min 54 s 33 | QB    |
| 4    |         | Miguel Angel Nieto Carpio Angeles Britani Gutierrez Vieyra | Mexique         | 8 min 10 s 54 | QB    |

### Finales
| Rang                                   | Couloir | Rameur                                                           | Pays            | Temps         | Notes |
| -------------------------------------- | ------- | ---------------------------------------------------------------- | --------------- | ------------- | ----- |
| Médaille d'or, Jeux paralympiques      |         | Nikki Ayers Jed Altschwager                                      | Australie       | 7 min 26 s 74 |       |
| Médaille d'argent, Jeux paralympiques  |         | Samuel Murray Annabel Caddick                                    | Grande-Bretagne | 7 min 28 s 19 |       |
| Médaille de bronze, Jeux paralympiques |         | Jan Helmich Hermine Krumbein                                     | Allemagne       | 7 min 28 s 31 |       |
| 4                                      |         | Dariia Kotyk Stanislav Samoliuk                                  | Ukraine         | 7 min 42 s 50 |       |
| 5                                      |         | Diana Cristina Barcelos de Oliveira Jairo Natanael Frohlich Klug | Brésil          | 7 min 45 s 02 |       |
| 6                                      |         | Guylaine Marchand Laurent Cadot                                  | France          | 7 min 51 s 94 |       |

| Rang | Couloir | Rameur                                                     | Pays       | Temps         | Notes |
| ---- | ------- | ---------------------------------------------------------- | ---------- | ------------- | ----- |
| 7    |         | Saige Harper Todd Vogt                                     | États-Unis | 7 min 48 s 38 |       |
| 8    |         | Anita Narayana Konganapalle                                | Inde       | 8 min 16 s 96 |       |
| 9    |         | Miguel Angel Nieto Carpio Angeles Britani Gutierrez Vieyra | Mexique    | 8 min 28 s 23 |       |
| 10   |         | Ali Elzieny Marwa Abelaal                                  | Égypte     | 8 min 47 s 99 |       |
| 11   |         | Chintana Chueasaart Poramin Phongamthippayakul             | Thaïlande  | 8 min 48 s 81 |       |